# Pes Lipan
Pes Lipan ou Pes Lipan est un village de la région du Centre du Cameroun, situé dans la commune de Dibang. 

## Population et développement
En 1962, la population de Pes Lipan était de 210 habitants. La population de Pes Lipan était de 273 habitants dont 151 hommes et 122 femmes, lors du recensement de 2005.     